# ACTS شبکه ماهواره ای گیگابیتی

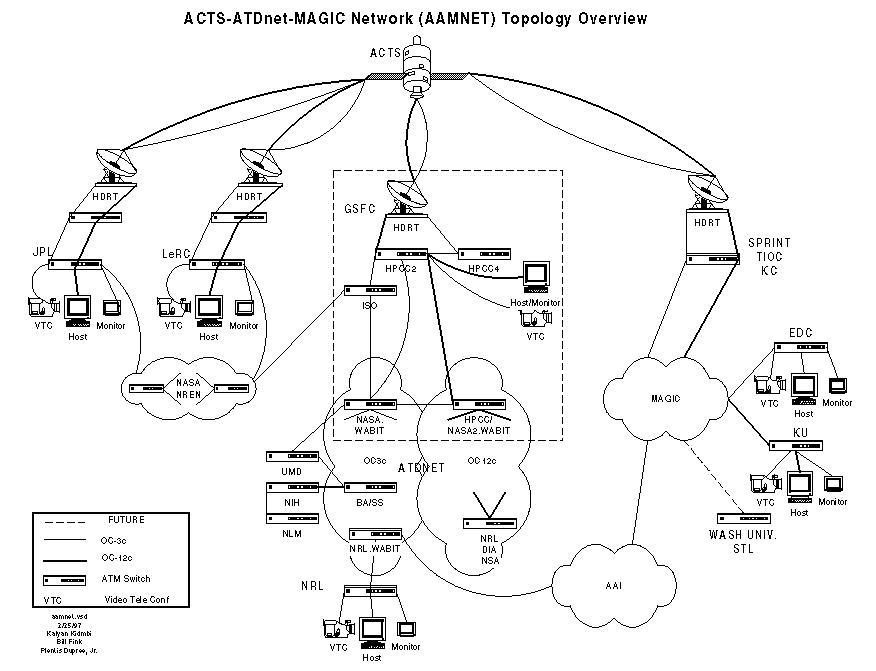
نمودار شبکه ماهواره‌ای ACTS Gigabit در یک زمینه بزرگتر

شبکه ماهواره ای ACTS Gigabit یک شبکه ماهواره ای ارتباطی پیشگام و پرسرعت بود که در سال های ۱۹۹۳ تا ۲۰۰۴ میلادی فعالیت می‌کرد، این شبکه به عنوان یک نمونه‌ی اولیه برای بررسی شبکه های با سرعت بالا نقاط پایانی دیجیتالی طراحی شد.   این سیستم به طور مشترک توسط ناسا و ARPA حمایت شد، و با همکاری شرکت های BBN Technologies و Motorola اجرا و پیاده سازی شد. در آوریل ۱۹۹۷ میلادی به تالار مشاهیر فناوری فضایی راه یافت.
شبکه ماهواره‌ای فناوری ارتباطات پیشرفته (ACTS) برای ارائه خدمات SONET سازگار با فیبر نوری به نقاط و شبکه‌های دور دست از طریق یک سیستم ماهواره‌ای با پهنای باند بالا طراحی شده بود. این سیستم خدمات SONET دو طرفه با برد بلند، از جمله اتصال نقطه به نقطه و نقطه به چند نقطه را با نرخ هایی تا ۶۲۲ مگابیت بر ثانیه، از طریق ماهواره فناوری ارتباطات پیشرفته ناسا (ACTS) ارائه می‌کرد. 
این ماهواره تکنولوژی ارتباطات پیشرفته توسط لاکهید مارتین ساخته و اداره می‌شد، در ۱۲ سپتامبر ۱۹۹۳  و در ماموریت STS-51، با استفاده از شاتل فضایی Discovery  به فضا پرتاب شد و در  یک مدار زمین ثابت با طول جغرافیایی ۱۰۰ درجه غربی قرار گرفت. این اولین ماهواره ارتباطی بود که در باند فرکانسی ۲۰ تا ۳۰ گیگاهرتز (باند Ka ) عمل می‌کرد، و از سیگنال های ۳۰ گیگاهرتز برای ارسال و سیگنال های ۲۰ گیگاهرتز برای دریافت استفاده می‌کرد. این ماهواره دارای سوئیچینگ پیشرفته روی برد و چندین آنتن با قابلیت پرتاب نقطه ای پویا به مناطق منتخب ایالات متحده آمریکا از جمله هاوایی بود، تا ۳ پرتو آنتن فرستنده و ۳ پرتو آنتن گیرنده می توانستند به طور همزمان فعال باشند.
پایانه های زمینی شبکه ACTS، ایستگاه های زمینی گیگابیتی قابل حمل (GES) با رابط های فیبر نوری SONET (OC-3 و OC-12) بودند که همچنین از مجموعه پروتکل های حالت انتقال نا‌‌همگام (ATM) پشتیبانی می‌کردند. عملکرد های کنترل و مدیریت شبکه در ایستگاه های زمینی گیگابیتی مختلف توزیع شده بود، در حالی که رابط کاربری اپراتور در یک پایانه مدیریت شبکه (NMT) متمرکز قرار داشت، و می توانست در GES یا هر نقطه دیگری از اینترنت قرار گیرد.
این سیستم به مدت ۱۲۷ ماه، به جای مدت زمان اصلی برنامه ریزی شده ۲۴ تا ۴۸ ماه، برای آزمایش‌ها مورد بهره برداری قرار گرفت. در مجموع ، ۵۳ ایستگاه ساخته شد که بیش از ۱۰۰  آزمایشگر از آن‌ها برای آزمایش قابلیت های ACTS استفاده کردند. در نوامبر ۱۹۹۷ سرعت انتقال داده رکورد ۵۲۰ مگابیت بر ثانیه با پروتکل  TCP / IP با استفاده از ATM بین چندین ایستگاه زمینی از طریق ACTS را بدست آورد. در ۳۱ مه ۲۰۰۰، برنامه آزمایش‌های ACTS به طور رسمی به پایان رسید، اما این سیستم همچنان به پشتیبانی از آزمایش ها ادامه داد تا اینکه در ۲۸ آوریل ۲۰۰۴ غیرفعال شد.